# Ophioderma panamense
Espèce
Synonymes
Ophioderma panamensis Lütken, 1859
Ophioderma panamense (parfois « panamensis ») est une espèce d'ophiures de la famille des Ophiodermatidae.

## Description et caractéristiques

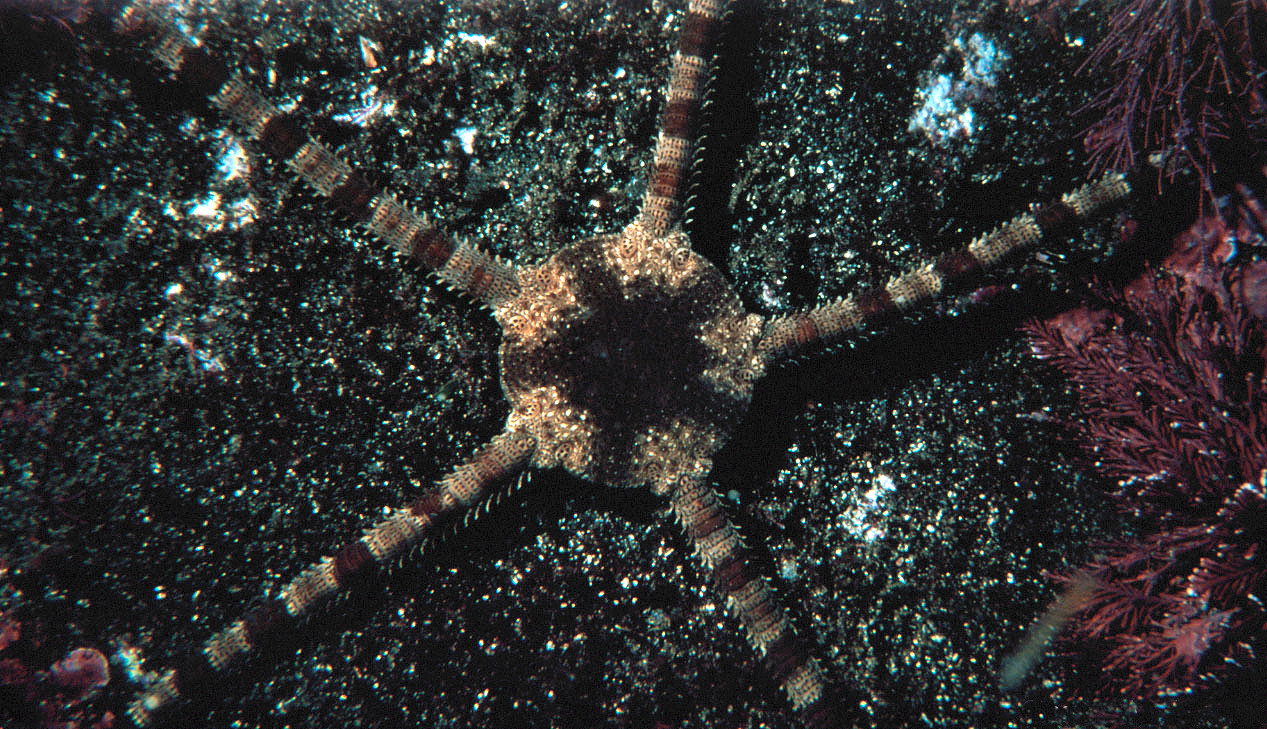
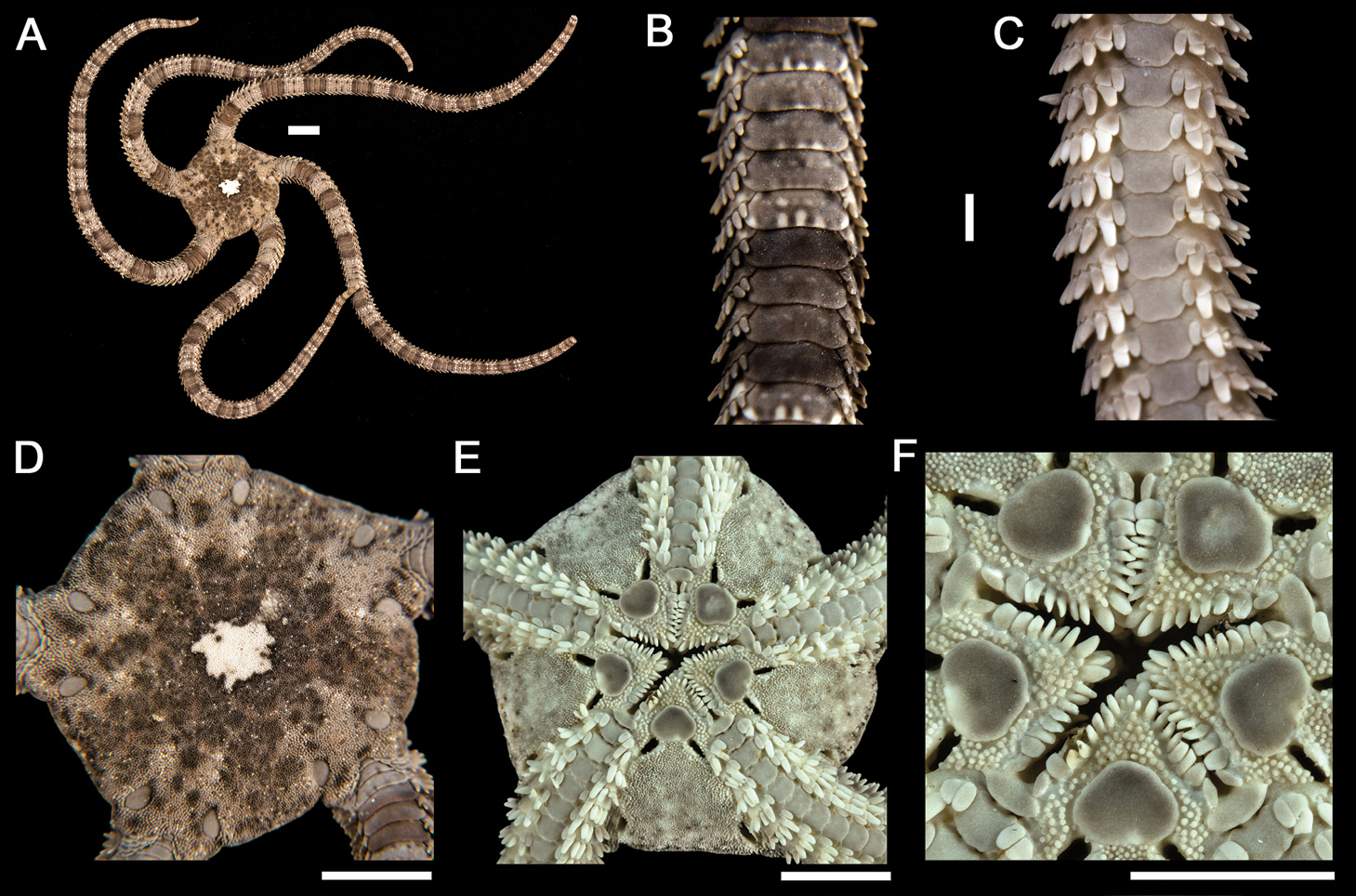

## Habitat et répartition
Cette ophiure se retrouve des deux côtés de l'Amérique centrale, dans le Pacifique est et aux Caraïbes, entre 0 et 27 m de profondeur.